# David Crosby
David Van Cortlandt Crosby (14. srpna 1941 Los Angeles, Kalifornie, USA – 18. ledna 2023) byl americký kytarista, zpěvák a textař. Nejvíce je znám jako zakládající člen skupin The Byrds a Crosby, Stills, Nash & Young (CSN&Y). Během své kariéry rovněž vydal několik sólových alb. Crosby je dvojnásobným členem Rock and Rollové síně slávy, kam byl uveden za svou práci ve skupinách Byrds a CSN. Roku 2014 získal italské ocenění Premio Tenco.

## Život
David Crosby se narodil v Los Angeles. Jeho rodiči byli Aliph Van Cortlandt Whitehead a Floyd Crosby. Vyrůstal v Kalifornii, kde navštěvoval několik škol včetně University Elementary School v Los Angeles a Crane Country Day School v Montecito.
V roce 1994 mu byla provedena transplantace jater. Operaci zaplatil zpěvák Phil Collins.

## Sólová diskografie
- If I Could Only Remember My Name (1971)
- Oh Yes I Can (1989)
- Thousand Roads (1993)
- Croz (2014)
- Lighthouse (2016)
- Sky Trails (2017)
- Here If You Listen (2018)
- For Free (2021)